# エノキフイルム
エノキフイルム株式会社(Enoki Films Co., Ltd.)は、日本の映画の配給会社。　TVアニメーション制作会社でもある。

## 略歴
- 1975年 榎善教と善昭兄弟により設立。
- 1980年 ロンドンに連絡所を設置。
- 1986年 ロスアンゼルスに連絡所を設置（後の米国法人）。
- 1997年 MONKEY MAGICを発表。

## 主な作品
- おじゃる丸
- おやゆび姫物語
- 剣勇伝説YAIBA
- 楽しいウイロータウン
- ハックルベリー・フィン物語
- ファンタジーアドベンチャー 長靴をはいた猫の冒険
- AYAKASHI
- オズの魔法使い
- 時空探偵ゲンシクン
- J9シリーズ
- おちゃめ神物語コロコロポロン
- めちゃっこドタコン
- 魔境伝説アクロバンチ
- ふたり鷹
- ななこSOS
- 宗谷物語
- 超攻速ガルビオン

以上の他におよそ3,000エピソードを配給している。